# 뚜쥬루
뚜쥬루(toujours)는 천안시에 있는 빵집이다. CJ그룹 브랜드 뚜레쥬르의 짝퉁으로 오해받기 쉽지만, 사실 CJ그룹이 뚜쥬루 인수에 실패해 브랜드명을 모방한 짝퉁이다. 1997년 뚜레쥬르가 시장에 나오기 5년 전인 1992년 5월 상표등록을 마쳐 상표권 분쟁에서 이겼고, 2007년 CJ는 천안아산지역에 '뚜레쥬르'를 추가 진출 하지 않기로 했다.
1992년부터 윤석호가 서울 성동구 용답동 한 점포에서 빵집을 운영하다 2009년 점포를 잃고 천안 성정동에 가게를 열었다.

## 매장

뚜쥬루 toujours 성정점

- 1998, 성정점
- 2008, 거북이점
- 뚜쥬루 toujours 성정점2013, 돌가마점
- 2015, 갤러리아점

## 대표 상품
- 거북이빵 : 천연효모를 14시간 동안 느리게 발효시켰다.
- 우유팥빙수 : 국산팥을 직접 끓여 만든다.
- 돌가마 만쥬 : 돌가마에서 구워 풍미가 살아있다.